# Género político
El género deliberativo o político es un género literario de la Retórica u Oratoria grecorromanas antiguas.
La oratoria política, que se ocupa del destino y gobierno de los pueblos, se divide en oratoria militar (arengas), oratoria parlamentaria (discursos, interpelaciones y otras intervenciones parlamanetarias) y oratoria popular (discursos en mítines, propaganda electoral y otros tipos de discursos ante auditorios masivos).
Según la clasificación tripartita que Anaxímenes de Lámpsaco propuso para los discursos que asumió después Aristóteles, el género deliberativo o político se ocupa de acciones futuras y lo califica el juicio de una asamblea política que acepta lo que el orador propone como útil o provechoso y rechaza lo que propone como dañino o perjudicial. En este género destacaron especialmente el orador griego Demóstenes y el romano Cicerón.
Por el contrario, el género judicial es de los discursos que se ocupan de acciones pasadas y lo califica un juez o tribunal que establecerá conclusiones aceptando lo que el orador presenta como justo y rechazando lo que presenta como injusto, y el género demostrativo o epidíctico es de los discursos que se ocupan de hechos pasados y se dirigen a un público que no tiene capacidad para influir sobre los hechos, sino tan sólo para asentir o disentir sobre la manera, estilo, belleza, ingenio o manera de presentarlos que tiene el orador, alabándolos o vituperándolos. Está centrado en lo bello y en su contrario, lo feo. Sus polos son, pues, el encomio y el denuesto o vituperio.

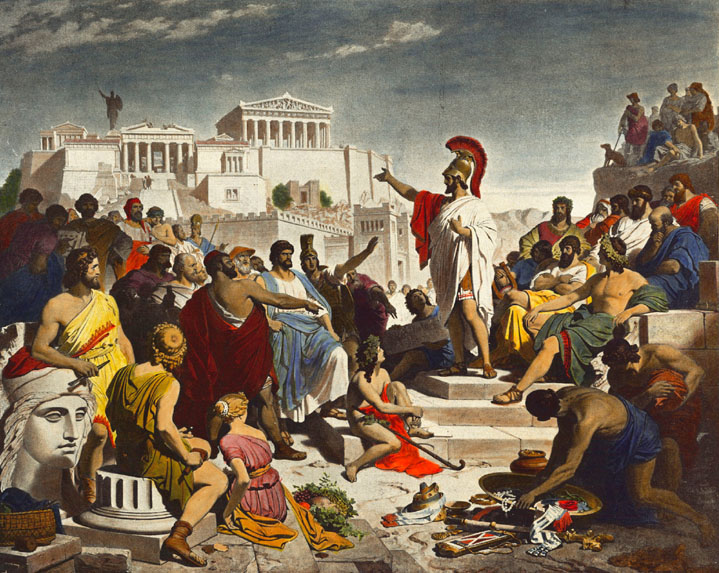
Discurso fúnebre de Pericles.

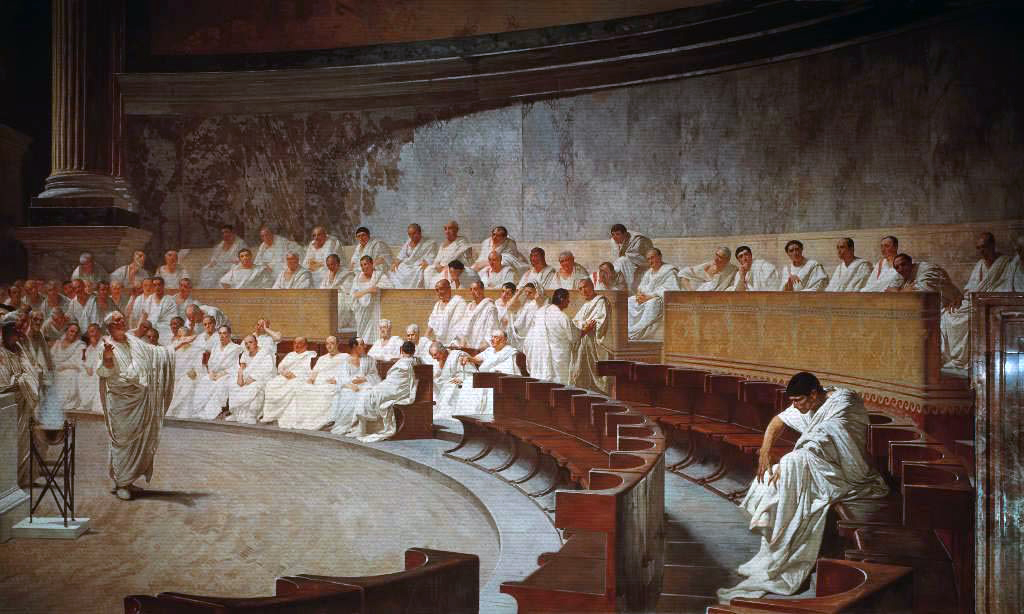
Discurso de Cicerón ante el Senado, en presencia de Catilina.

## Oratoria política clásica
Disfrutamos de un régimen político que no imita las leyes de los vecinos; más que imitadores de otros, en efecto, nosotros mismos somos un modelo a seguir. En cuanto al nombre, puesto que la administración se ejerce en favor de la mayoría, y no de unos pocos, a este régimen se le ha llamado democracia. Respecto a las leyes, todos gozan de iguales derechos en la defensa de sus intereses particulares.

En lo relativo a los honores, cualquiera que se distinga en algún aspecto puede acceder a los cargos públicos, pues se le elige más por sus méritos que por su categoría social; tampoco al que es pobre, su oscura posición le impide prestar sus servicios a la patria, si es que tiene la posibilidad de hacerlo.

Tenemos por norma respetar la libertad, tanto en los asuntos públicos como en las rivalidades diarias de unos con otros, sin enojarnos con nuestro vecino cuando él actúa espontáneamente, ni exteriorizar nuestra molestia, pues ésta, aunque inocua, es ingrata de presenciar.

Si bien en los asuntos privados somos indulgentes, en los públicos, en cambio, ante todo por un respetuoso temor, jamás obramos ilegalmente, sino que obedecemos a quienes les toca el turno de mandar, y acatamos las leyes, en particular las dictadas en favor de los que son víctimas de una injusticia, y las que, aunque no estén escritas, todos consideran vergonzoso infringir.

Amamos el arte y la belleza. Cultivamos el saber. La riqueza representa para nosotros la oportunidad de realizar algo; no un motivo para hablar con soberbia. La pobreza, para nadie constituye una vergüenza el reconocerla, sino el no esforzarse por evitarla.

Los individuos pueden ellos mismos ocuparse simultáneamente de sus asuntos privados y de los públicos; no por el hecho de que cada uno esté entregado a lo suyo, su conocimiento de las materias políticas es insuficiente. Somos los únicos que tenemos más por inútil que por tranquila a la persona que no participa en las tareas de la comunidad.

Somos nosotros mismos los que deliberamos y decidimos conforme a derecho sobre la Cosa Pública, pues no creemos que lo que perjudica a la acción sea el debate, sino precisamente el no dejarse instruir por la discusión antes de llevar a cabo lo que hay que hacer.

El más famoso discurso político de la Grecia clásica (la oración fúnebre o elogio a los muertos por Atenas) se atribuye a Pericles, aunque en realidad es muy probablemente una recreación del historiador que lo recoge (Tucídides, en Historia de la Guerra del Peloponeso), y la fecha en la que situarlo tampoco está establecida con certeza (pudo ser en el primer año de la guerra del Peloponeso -431 a. C.- o durante la guerra Samia -440 a. C.-) Su fama no se debe tanto a la repercusión que tuviera en su época como a la valoración que en época moderna se hizo de su condición de manifiesto de los valores de la democracia ateniense. Mucho más fama tuvo en la Antigüedad la oratoria de Demóstenes, que con sus Filípicas se opuso a la dominación macedónica de las ciudades griegas. Diodoro Sículo presenta como un gran orador al legislador Diocles de Siracusa (siglo V a. C.)

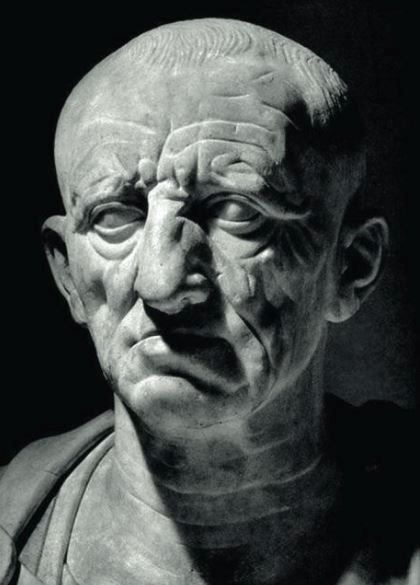
Catón el Censor.
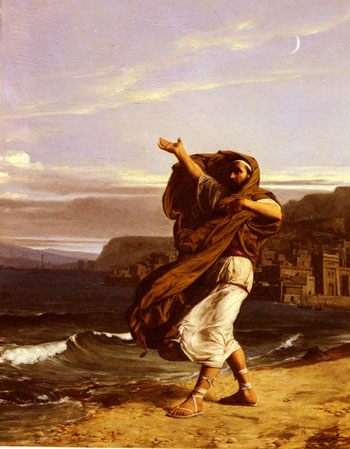
Demóstenes ensayando discursos ante el ruido del mar.

Los más famosos discursos políticos de la Roma clásica fueron las Catilinarias de Cicerón (noviembre a diciembre del 63 a. C.) No obstante, también fueron trascendentales los de Catón el Viejo, que insistía en terminar indefectiblemente con un lapidario Delenda est Carthago ("Cartago debe ser destruida"), independientemente del tema que se tratara. Tácito recoge un Discurso de Claudio ante el Senado proponiendo la admisión de senadores procedentes de la Galia Comata. Tácito describe como un gran orador militar a Lucius Vipstanus Messalla. Los rhetores helenísticos se hacían famosos, convirtiendo sus Discursos en un espectáculo de masas demandado en las ciudades de todo el imperio, como Dion de Prusa (Chrysostomos -"boca de oro"-). Entre los 55 discursos conservados de Elio Arístides está el denominado Discurso a Roma.

Ciertamente, el arte del gobierno, que se había escapado con anterioridad a todos los hombres, por así decirlo, fue reservado para vosotros solos, para que lo descubrierais y lo pusierais en práctica. ... Como consecuencia del tamaño del Imperio forzosamente también nació la experiencia, y a su vez, a consecuencia del conocimiento del arte del gobierno, el Imperio creció de manera justa y conveniente. ... Después de haber dividido en dos partes a todos aquellos que están en el Imperio -y al decir esto me refiero a toda la ecúmene- por una parte a todo aquel que fuese muy elegante, linajudo y poderoso en cualquier parte, lo hicisteis ciudadano y hasta vuestro congénere, mientras que el resto quedó como súbdito y gobernado. Y ni el mar ni toda la tierra que se interponga impiden obtener la ciudadanía, y aquí no hay distinción entre Asia y Europa. Todo está abierto para todos. Nadie que sea digno de una magistratura o de confianza es extranjero, sino que se ha establecido una democracia común a la tierra bajo el dominio de un solo hombre, el mejor gobernante y regidor; todos se reúnen aquí como si fuera en el ágora común, cada uno para procurarse lo debido. Lo que una ciudad es para sus propias fronteras y territorios, eso es esta ciudad para toda la ecúmene, como si se presentase como el núcleo urbano común a todo el territorio. Podrías decir que todos los periecos o los otros que habitan los demás lugares, distribuidos en demos, se reúnen en esta misma y única acrópolis. Esta nunca ha repudiado a nadie sino que, como el suelo fértil de la tierra mantiene a todos los hombres, así esta ciudad recibe a los hombres de toda la tierra, como el mar recibe a los ríos. ... siendo vosotros grandes, calculasteis la ciudad de grandes dimensiones, y la hicisteis maravillosa no porque la glorificaseis gracias a que no la habéis compartido con nadie de ningún otro pueblo, sino porque buscasteis una población digna de ella y convertisteis el ser romano, no en ser miembro de una ciudad, sino en el nombre de un cierto linaje común, pero no de un linaje cualquiera de entre todos, sino en el contrapeso de todos los restantes. Pues no separáis ahora las razas entre helenas y bárbaras ... sino que las habéis dividido en romanos y no romanos: hasta tal grado habéis llevado el nombre de la ciudad. Establecida así la división, muchos, en sus respectivas ciudades, son ciudadanos vuestros no menos que de sus congéneres, aunque algunos de ellos no hayan visto jamás la ciudad de Roma. Y no hay ninguna necesidad de guarniciones que ocupen las acrópolis, sino que las personas más importantes y poderosas de cada ciudad guardan sus respectivas patrias en vuestro nombre. Y ocupáis las ciudades de doble manera, desde aquí, la capital, y por medio de vuestros conciudadanos en cada una de ellas. Ninguna envidia pone su pie en el Imperio, pues vosotros mismos sois los primeros en no sentir envidia, porque lo habéis puesto todo a disposición de todos y habéis permitido que los poderosos no sean gobernados más que lo que ellos gobiernan por turno. Además, ciertamente, tampoco existe odio en los que se han quedado fuera. Pues gracias a que la constitución es común y semejante a la de una única ciudad, naturalmente los gobernantes gobiernan no como sobre extranjeros sino como sobre compatriotas.

La literatura histórica también conserva (o recrea) arengas pronunciadas ante batallas decisivas.

## Oratoria política medieval y moderna
Oid, mesnadas, ¡si el Criador vos salve!	

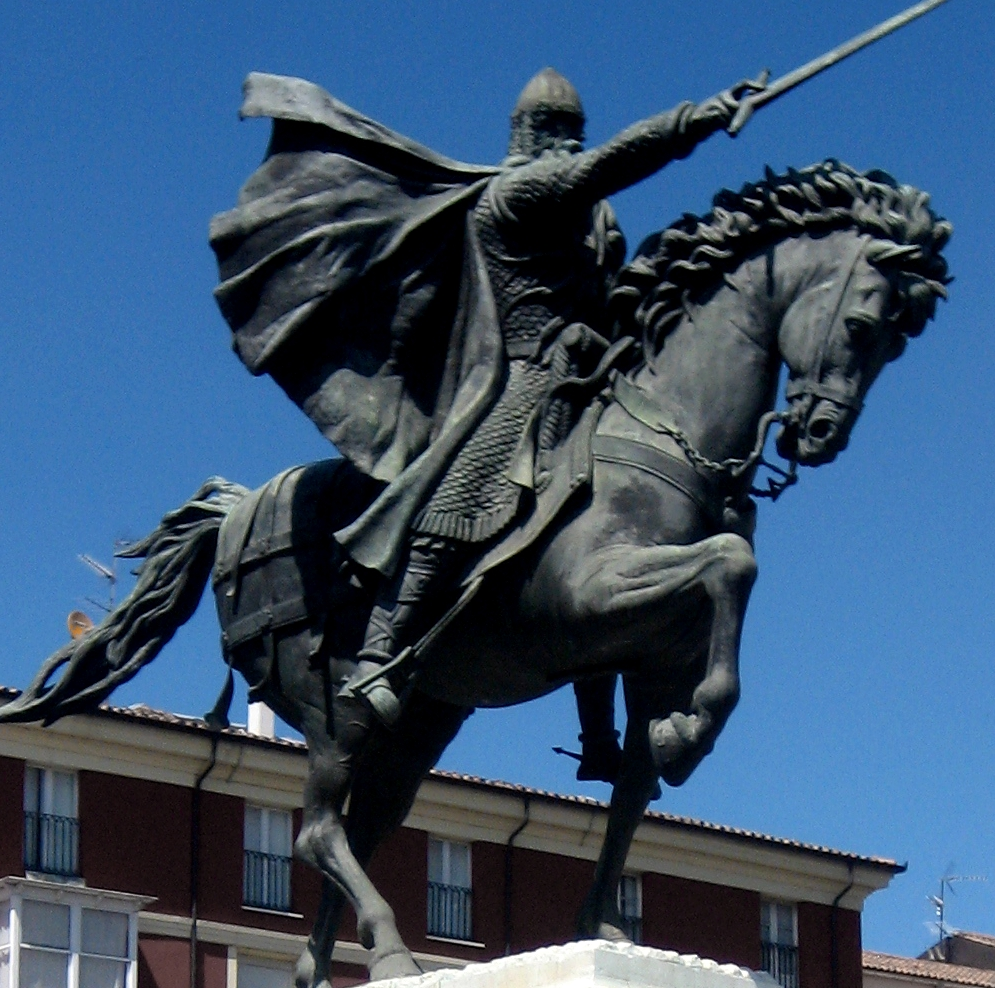
El Cid, en actitud de animar a sus mesnadas a avanzar, como es propio de una arenga militar.

Despues que nos partiemos de la limpia cristiandad,	
No fue a nuestro grado ni nos no pudiemos mas,		
Grado a Dios lo nuestro fue adelante,		
Los de Valençia çercados nos han,	
Si en estas tierras quisieremos durar,		
Firmemiente son estos a escarmentar;		
Pase la noche y venga la mañana,   		
Aparejados me sed a caballos y armas,		
Iremos ver aquella su almofalla,	
Como homnes exidos de tierra estraña; 		
Alli pareçra el que merece la soldada.
Cantar de mio Cid

... como habréis oído, los turcos y los árabes ... han ido ocupando cada vez más y más los territorios cristianos... Han matado y capturado a muchos, y han destruido las iglesias y han devastado el imperio. Si vosotros, impuramente, permitís que esto continúe sucediendo, los fieles de Dios seguirán siendo atacados cada vez con más dureza. En vista de esto, yo, o más bien, el Señor os designa como heraldos de Cristo para anunciar esto en todas partes y para convencer a gentes de todo rango, infantes y caballeros, ricos y pobres, para asistir prontamente a aquellos cristianos y destruir a esa raza vil que ocupa las tierras de nuestros hermanos. Digo esto para los que están presentes, pero también se aplica a aquéllos ausentes. Más aún, Cristo mismo lo ordena. Todos aquellos que mueran por el camino, ya sea por mar o por tierra, o en batalla contra los paganos, serán absueltos de todos sus pecados. Eso se los garantizo por medio del poder con el que Dios me ha investido. ¡Oh terrible desgracia si una raza tan cruel y baja, que adora demonios, conquistara a un pueblo 

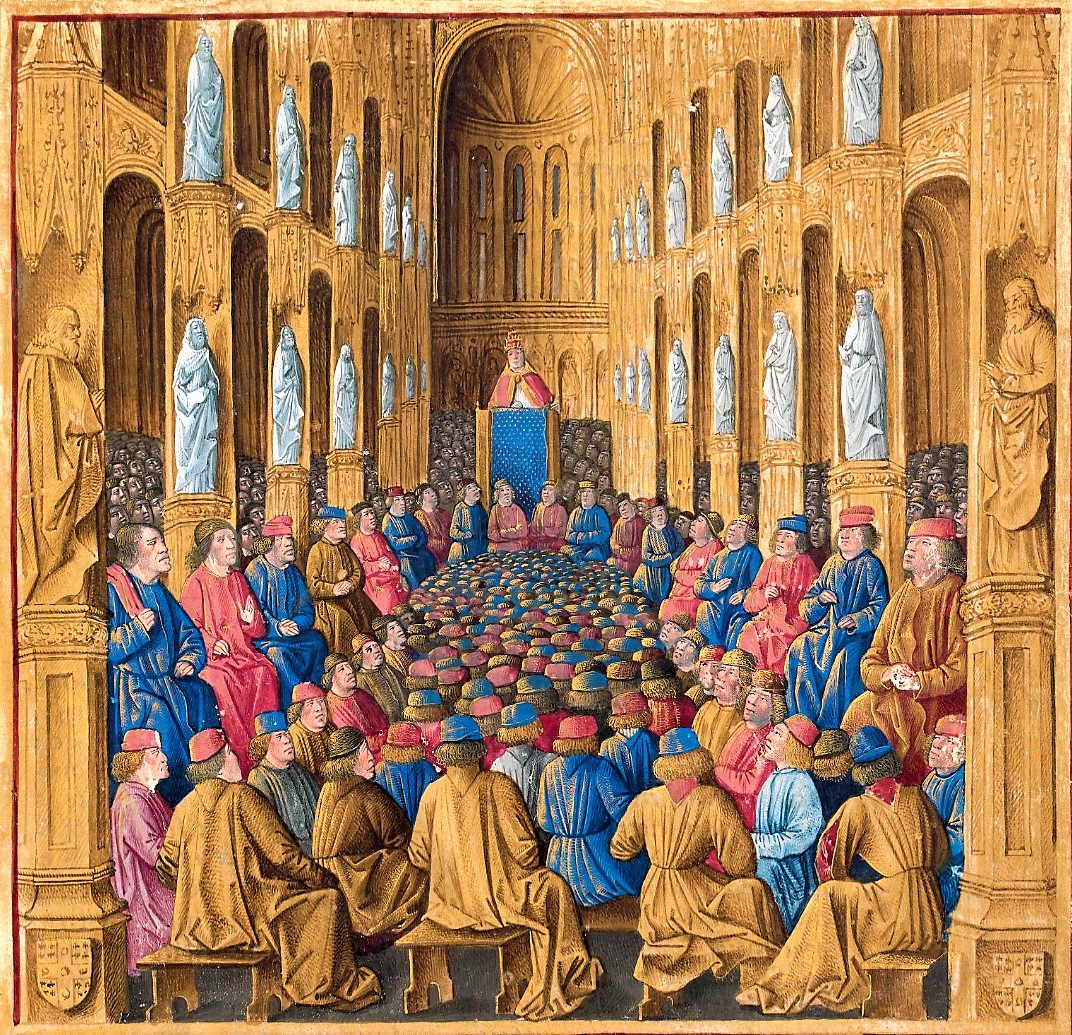
Urbano II realizando su llamamiento a la Cruzada en Clermont-Ferrand.

que posee la fe del Dios omnipotente y ha sido glorificada con el nombre de Cristo! ¡Con cuántos reproches nos abrumaría el Señor si no ayudamos a quienes, con nosotros, profesan la fe en Cristo! Hagamos que aquellos que han promovido la guerra entre fieles marchen ahora a combatir contra los infieles y concluyan en victoria una guerra que debió haberse iniciado hace mucho tiempo. Que aquellos que por mucho tiempo han sido forajidos ahora sean caballeros. Que aquellos que han estado peleando con sus hermanos y parientes ahora luchen de manera apropiada contra los bárbaros. Que aquellos que han servido como mercenarios por una pequeña paga ganen ahora la recompensa eterna. Que aquellos que hoy en día se malogran en cuerpo tanto como en alma se dispongan a luchar por un honor doble. ¡Mirad! En este lado estarán los que se lamentan y los pobres, y en este otro, los ricos; en este lado, los enemigos del Señor, y en este otro, sus amigos. Que aquellos que decidan ir no pospongan su viaje, sino que renten sus tierras y reúnan dinero para los gastos; y que, una vez concluido el invierno y llegada la primavera, se pongan en marcha con Dios como su guía.
Urbano II, llamamiento a la Primera Cruzada en el Concilio de Clermont, 27 de noviembre de 1095.

Al igual que la doctrinas políticas de estas épocas, la oratoria política se caracterizó en la Edad Media y la Edad Moderna por el predominio de lo religioso, incluso en las primeras revoluciones burguesas (revolución holandesa -Estados Generales de los Países Bajos, polémicas entre arminianos y gomaristas, Sínodo de Dort, 1619- y revolución inglesa -parlamentarismo inglés, debates de Putney, 1647-), estrechamente vinculadas a la Reforma protestante. Es a partir de la Ilustración cuando el pensamiento político, y con él el discurso político, se seculariza. La tradición clásica, mantenida en la Retórica del Trivium, se desarrolló y adaptó a las necesidades de la vida política feudal (diplomática, parlamentarismo inicial) con la escolástica de la universidad medieval. Las escuelas de latinidad insistieron en ello desde la Baja Edad Media, y sobre todo en el Renacimiento. Además de su uso político, se desarrolló de forma extensa la oratoria sagrada (sermones).

Todo lo quel obispo de Badajoz os ha dicho, os lo ha dicho por mi mandado, y no quiero repetir sino solas tres cosas: la primera, que me desplace de la partida, como habeis oido, pero no puedo hacer otra cosa por lo que conbiene a mi onrra y al bien de mis Reynos; lo segundo, que os prometo por mi fee e palabra Real dentro de tres años primeros seguientes, contados desde el dia que partiere, y antes si antes pudiere, de tornar a estos Reynos; lo tercero, que por vuestro contentamiento soy contento de os prometer por me fee y palabra Real de no dar oficio en estos Reynos a personas que no sean naturales dellos, y asi lo juro e prometo.
Discurso de Carlos V ante las Cortes de Santiago y La Coruña, 1520.

¡Primero, gracia y fuerza de Dios, Serenísimos, Clementísimos y Amados Señores!

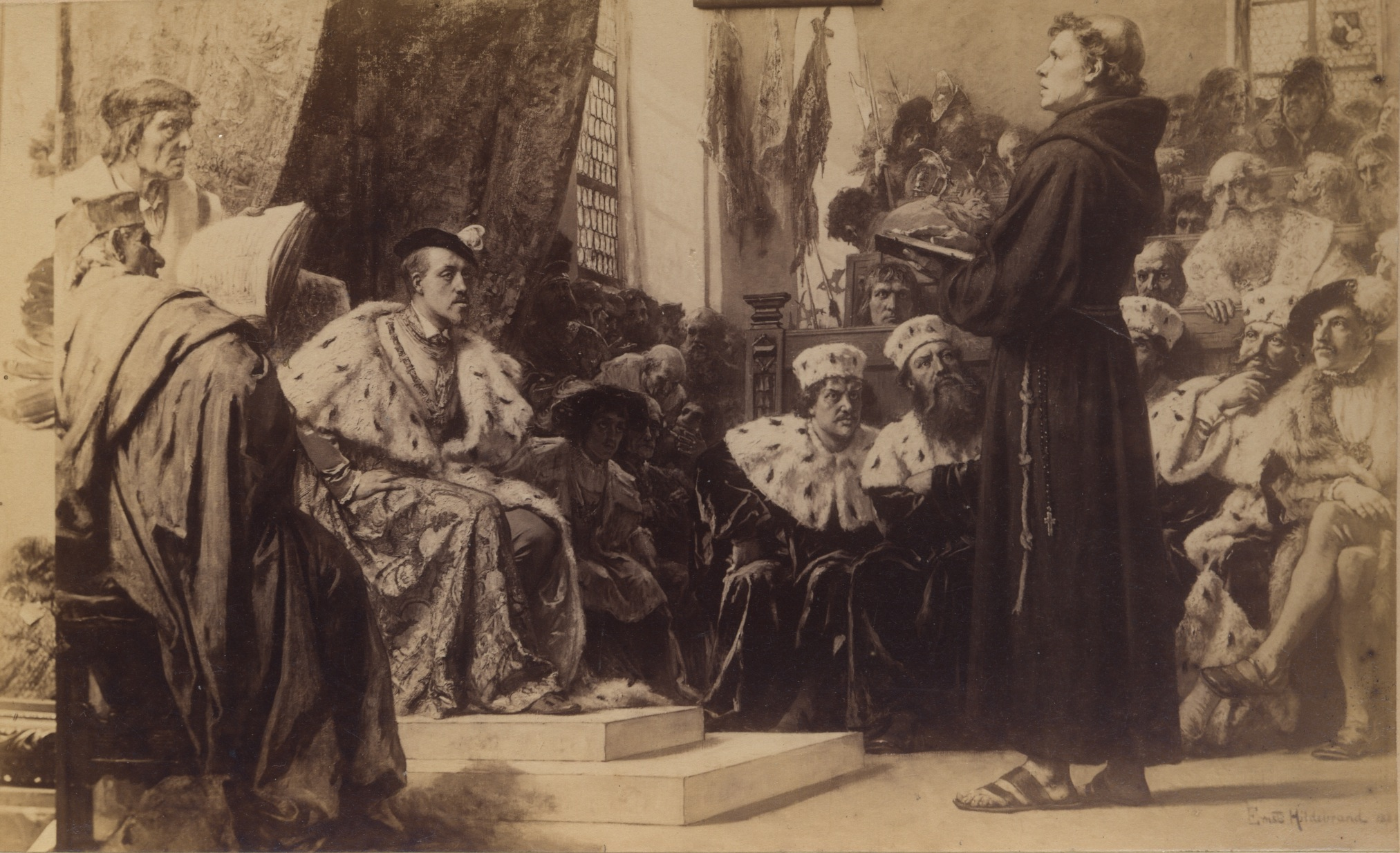
Lutero ante Carlos V en la Dieta de Worms, 1521.

No ha sucedido por mera impertinencia ni por desafuero que yo, pobre hombre solitario, haya osado hablar ante Vuestras Altas Mercedes. La miseria y el gravamen que pesan sobre todos los estados, máxime sobre los países alemanes, me han movido no sólo a mí, sino a cualquiera para gritar con frecuencia y pedir auxilio. Ahora también me han obligado a gritar y a clamar para ver si Dios quiere dar a alguien el espíritu de socorrer a la miserable nación. Muchas veces los concilios emprendieron algo, pero ha sido impedido y empeorado hábilmente por la astucia de algunos hombres. Con la ayuda de Dios me propongo dilucidar semejante perfidia y maldad, para que, una vez conocidas, en adelante ya no entorpezcan y perjudiquen tanto. Dios nos ha dado por cabeza a un noble joven y con ello se ha despertado una grande y buena esperanza en muchos corazones. Junto a esto corresponderá que nosotros contribuyamos con lo nuestro y usemos provechosamente el tiempo y la gracia.
Lo primero que en este asunto debemos observar es que por lo menos con toda seriedad nos cuidemos de no emprender nada confiando en una gran fuerza o inteligencia, aunque el poder de todo el mundo fuera nuestro, puesto que Dios no puede ni quiere tolerar que una buena obra se empiece confiando en la propia fuerza e inteligencia. Dios nos derriba —no hay remedio—.como dice el Salmo 33: "Ningún rey será salvo por su gran valor y ningún ejército por la mucha fuerza". Y presiento que por esta razón aconteció en tiempos pasados que los queridos príncipes, los emperadores Federico I y Federico II, y muchos emperadores alemanes más fueron tan pisoteados y oprimidos lastimosamente por los papas, aunque el mundo les temía. Acaso confiaron más en su poder que en Dios y por ello tuvieron que caer. Y en nuestra época, ¿qué elevó tan alto a Julio II, el ebrio de sangre? Presiento que Francia, los alemanes y Venecia confiaban en sí mismos. Los hijos de Benjamín derrotaron a 42.000 israelitas que confiaban en su poder.
Para que no nos suceda lo mismo con este noble Carlos, hemos de estar seguros de que en este asunto no tenemos que ver con hombres, sino con los príncipes del infierno que bien pueden llenar el mundo con guerra y derramamiento de sangre, pero ellos mismos no se dejan vencer así. Aquí hay que emprender la tarea con humilde confianza en Dios, rechazando la fuerza física, y buscar la ayuda de Dios con seria oración, representándonos solamente la miseria y la desgracia de la desventurada cristiandad, sin fijarnos en lo que haya merecido la gente mala. Si así no se hace, el juego se iniciará con gran apariencia, mas cuando se avance, los espíritus malos causarán tal confusión que todo el mundo flotará en sangre, y no obstante con ello no se logrará nada. Por lo tanto, procedamos en este asunto con el temor de Dios y con sabiduría. Cuanto más grande es el poder, tanto más terrible el infortunio, si no se actúa con el temor de Dios y con humildad. Hasta ahora los papas y los romanos con la ayuda del diablo pudieron confundir a los reyes entre sí. Lo podrán hacer también en el futuro, si obramos sin el auxilio de Dios, solamente con nuestro poder y conocimiento.
Martín Lutero, A la Serenísima, Poderosísima Majestad Imperial y a la  Nobleza Cristiana de la Nación Alemana, 1520.

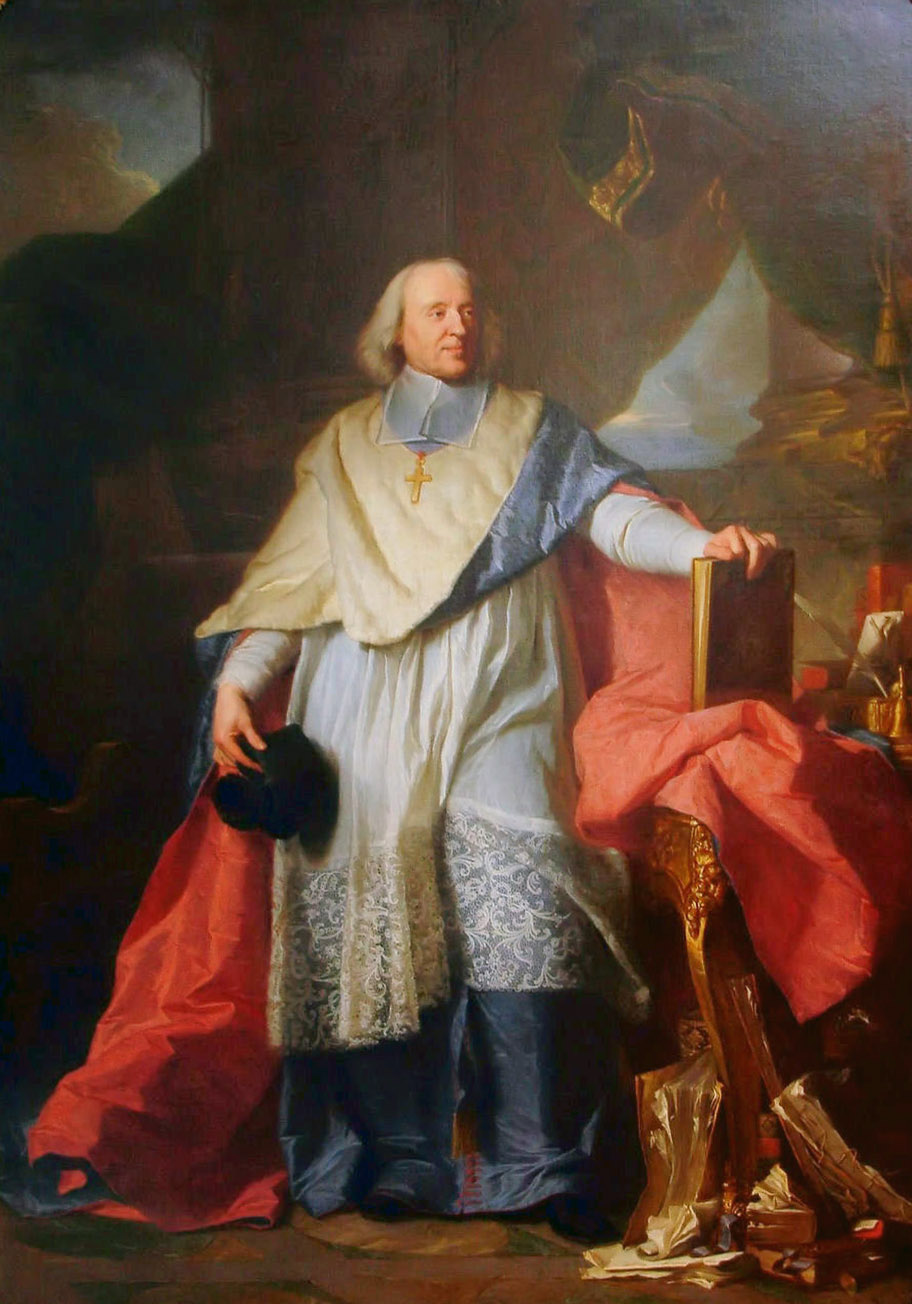
Fueron célebres los discursos de Bossuet, defensor del absolutismo regio de Luis XIV.
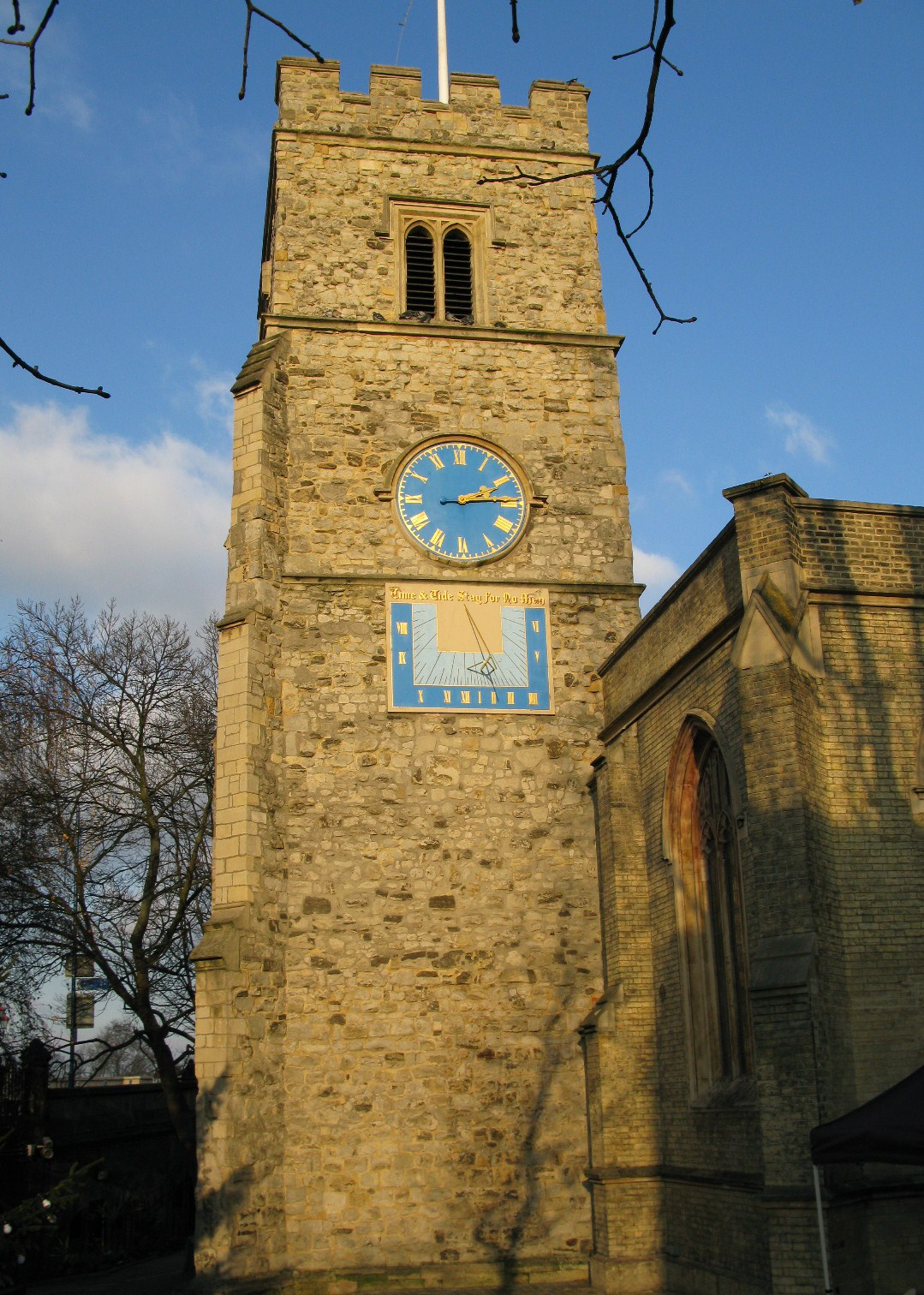
Iglesia de Santa María de Putney, donde se celebraron los debates de 1647.

La literatura moderna reflejó tanto la idealizada oratoria clásica (como hace Shakespeare en La tragedia de Julio César) como su oratoria contemporánea, muy a menudo satirizándola (como hace el Padre Isla en Fray Gerundio de Campazas).

## Oratoria política contemporánea

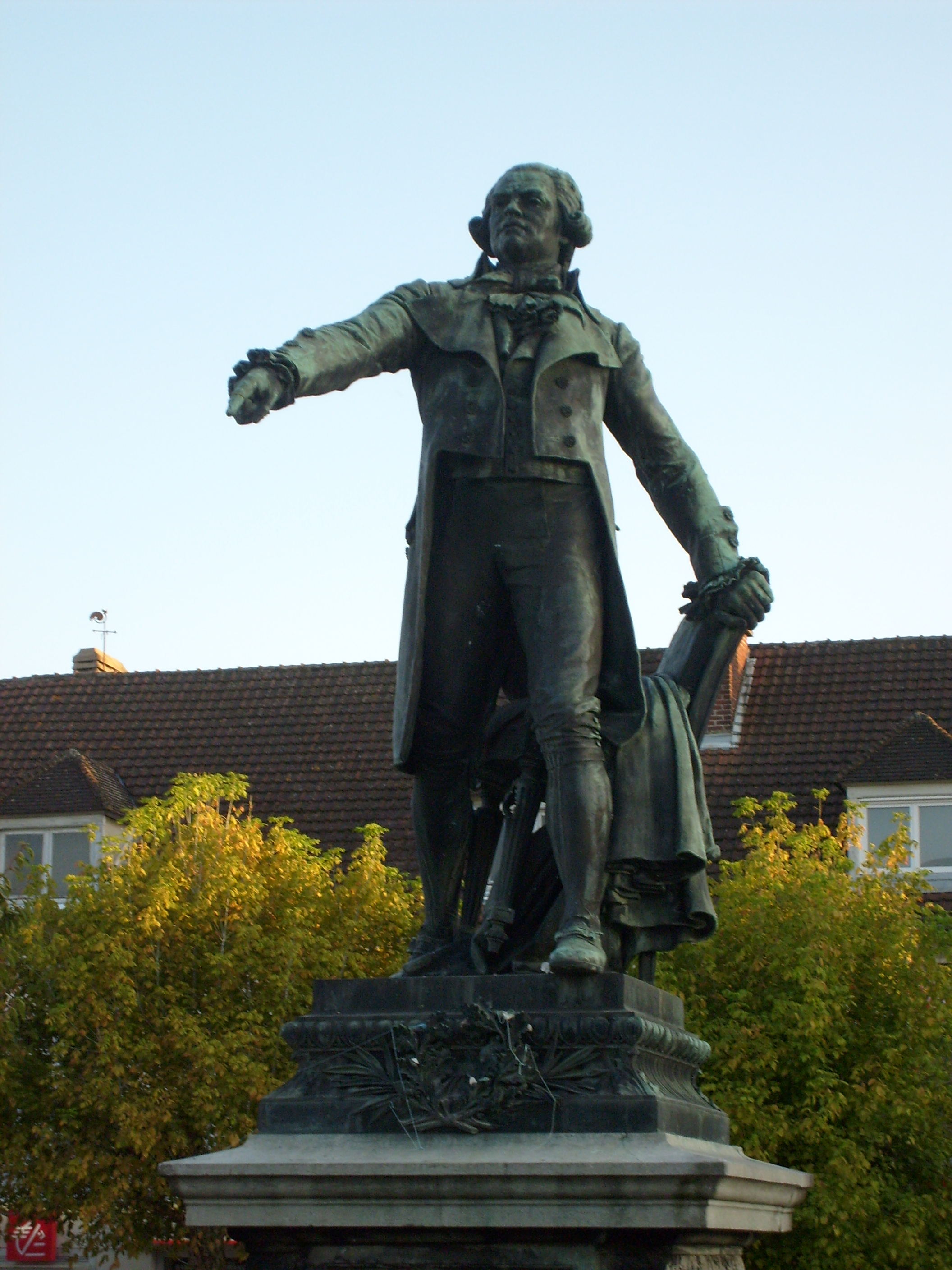
Monumento a Danton, donde aparece en actitud de dirigirse a la Asamblea.

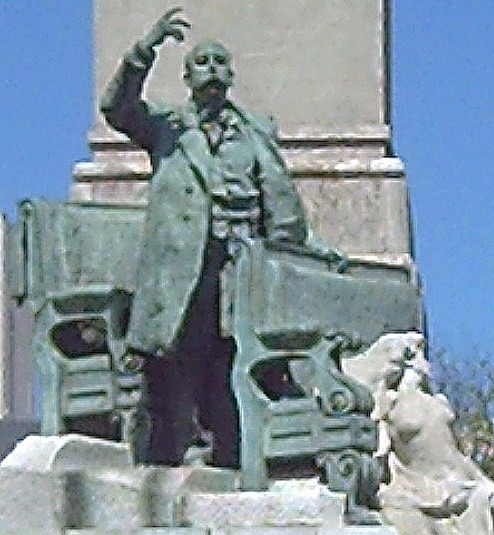
Monumento a Castelar, donde aparece en actitud de dirigirse a las Cortes.

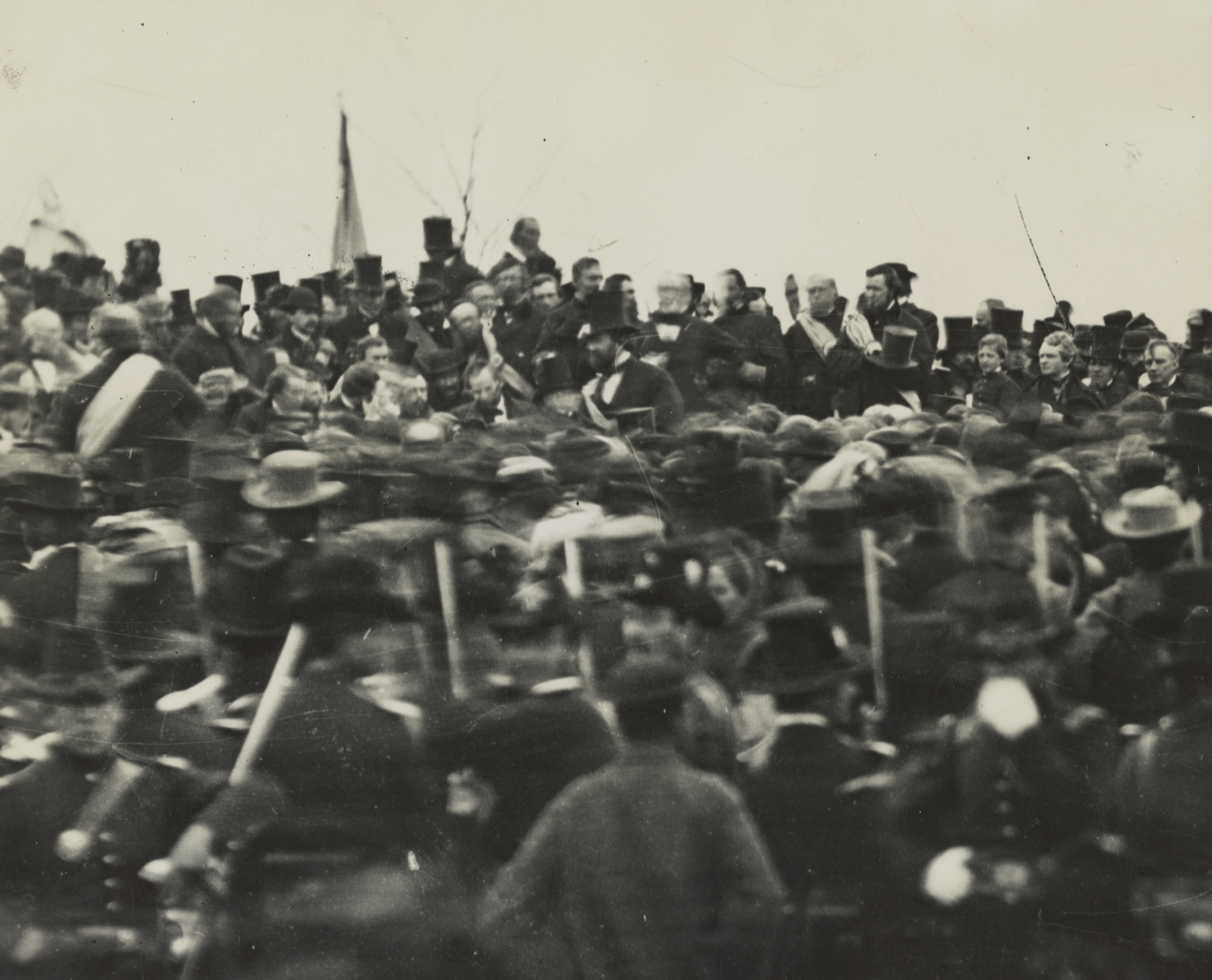
Discurso de Lincoln en Gettysburg.

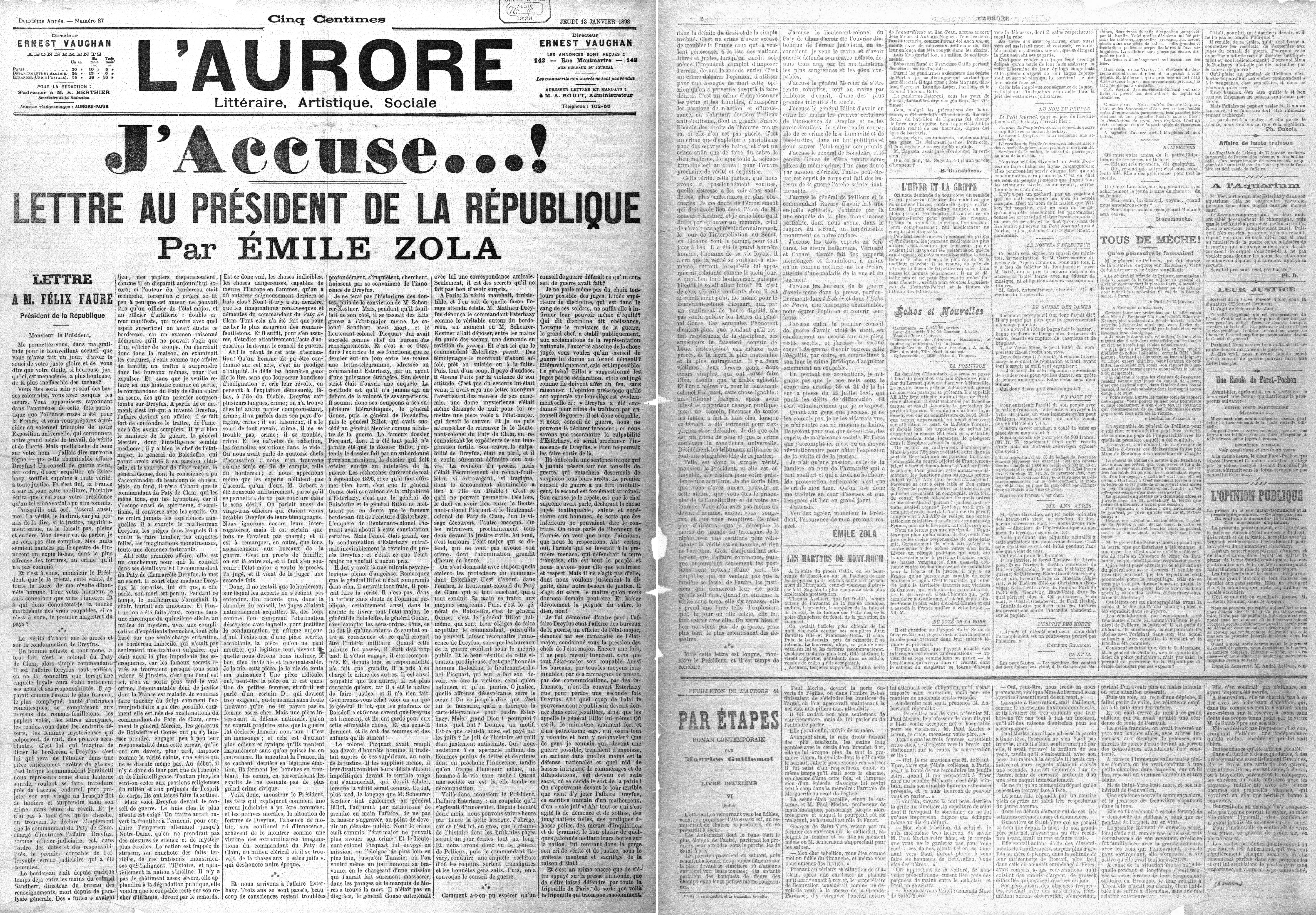
El artículo de Zola, publicado en L'Aurore.

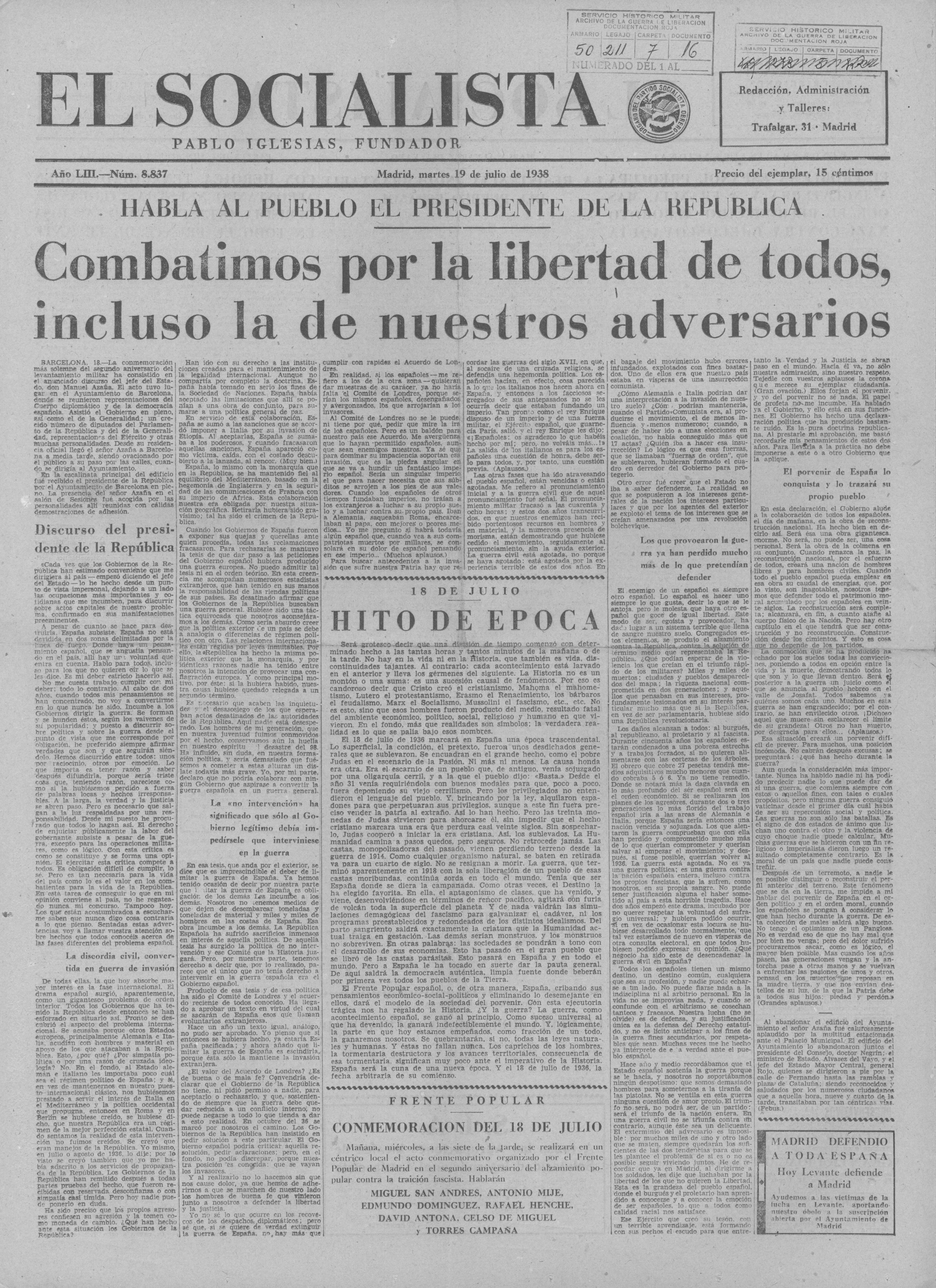
Discurso de Azaña, publicado en El Socialista.

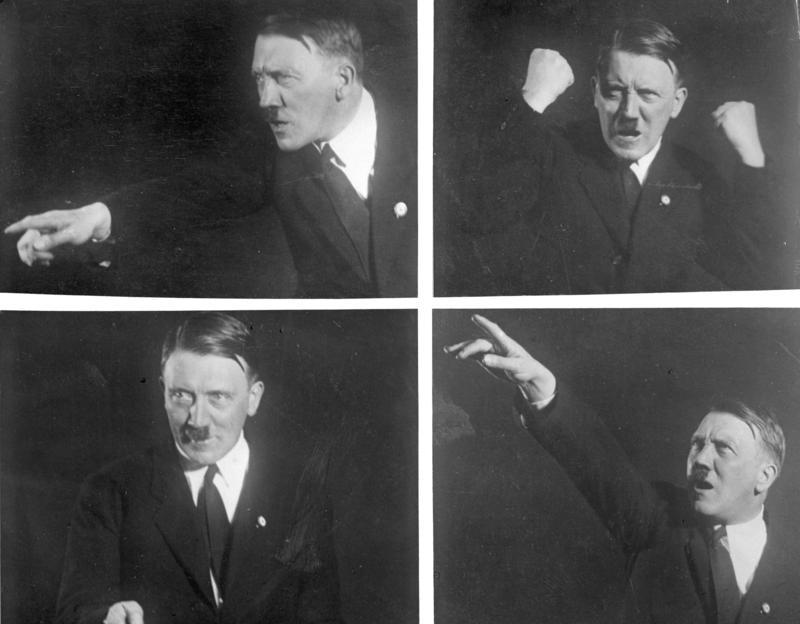
La estudiada gesticulación de los discursos de Hitler.

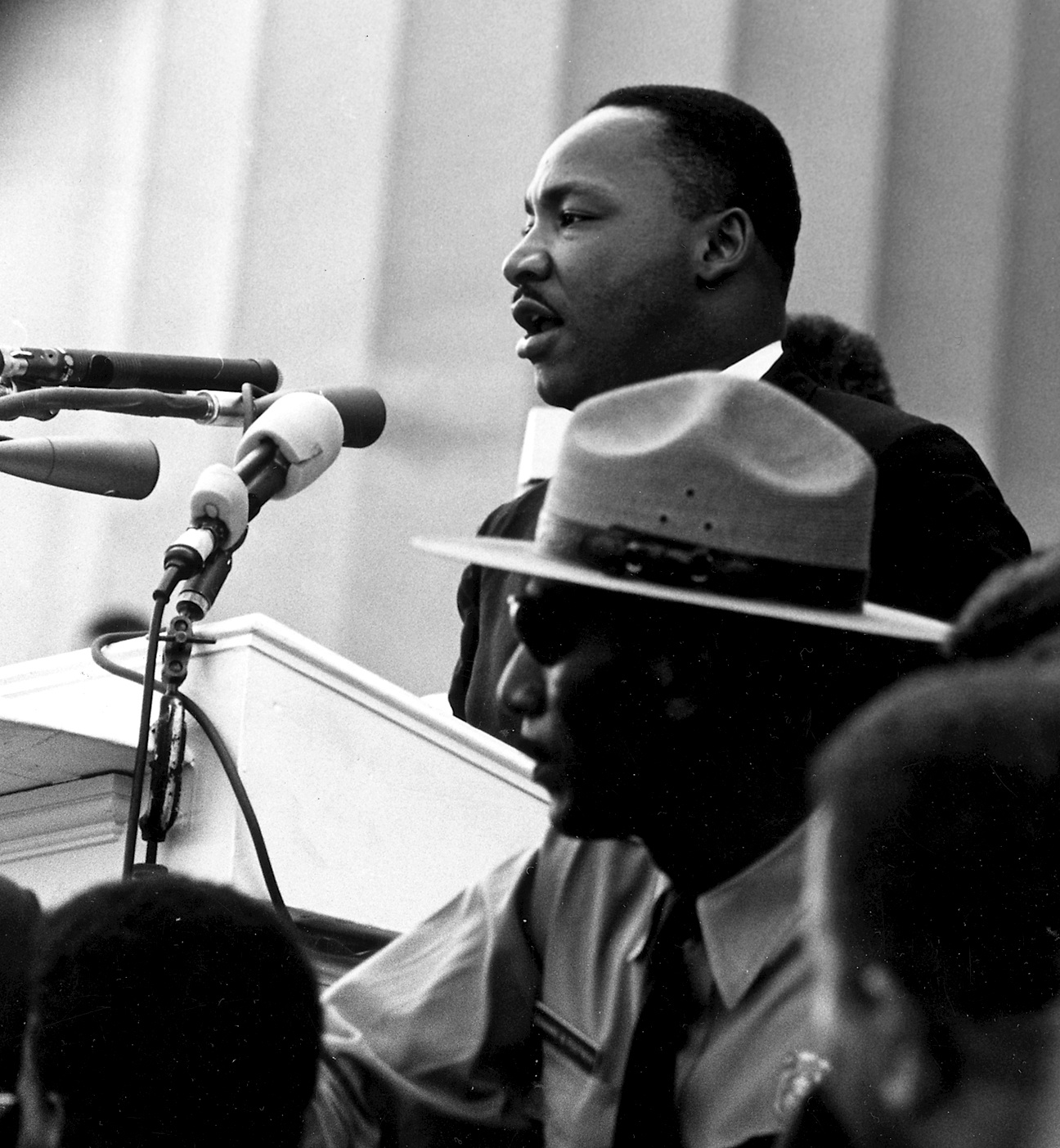
Martin Luther King se dirige a los asistentes a la marcha sobre Washington, 1963.

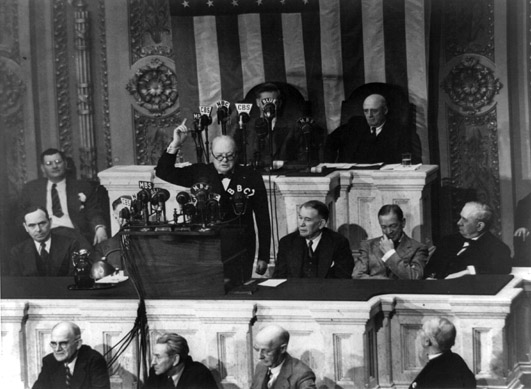
Discurso de Churchill ante el Congreso de los Estados Unidos, 1944.

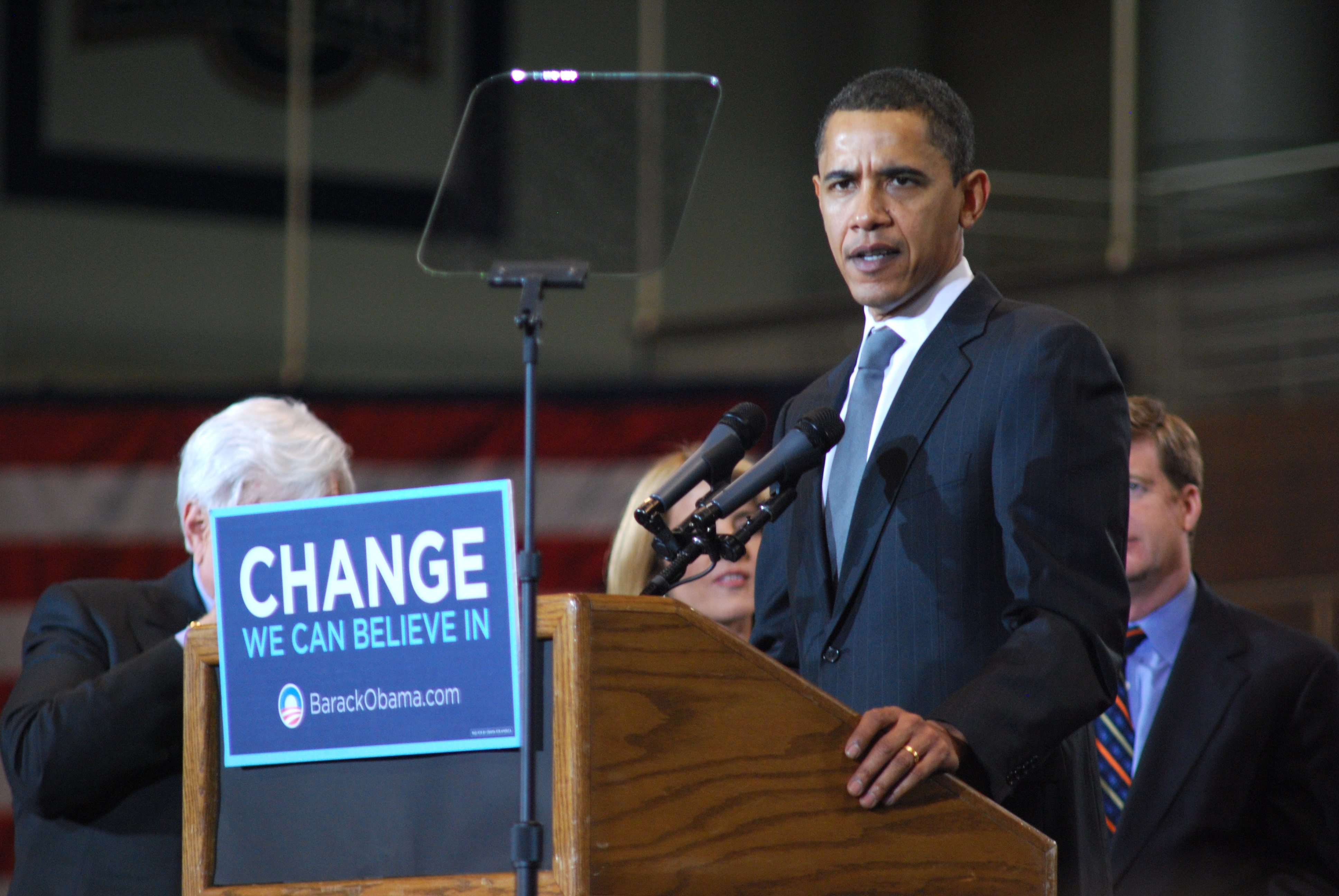
Discurso de Obama en la campaña de 2008.

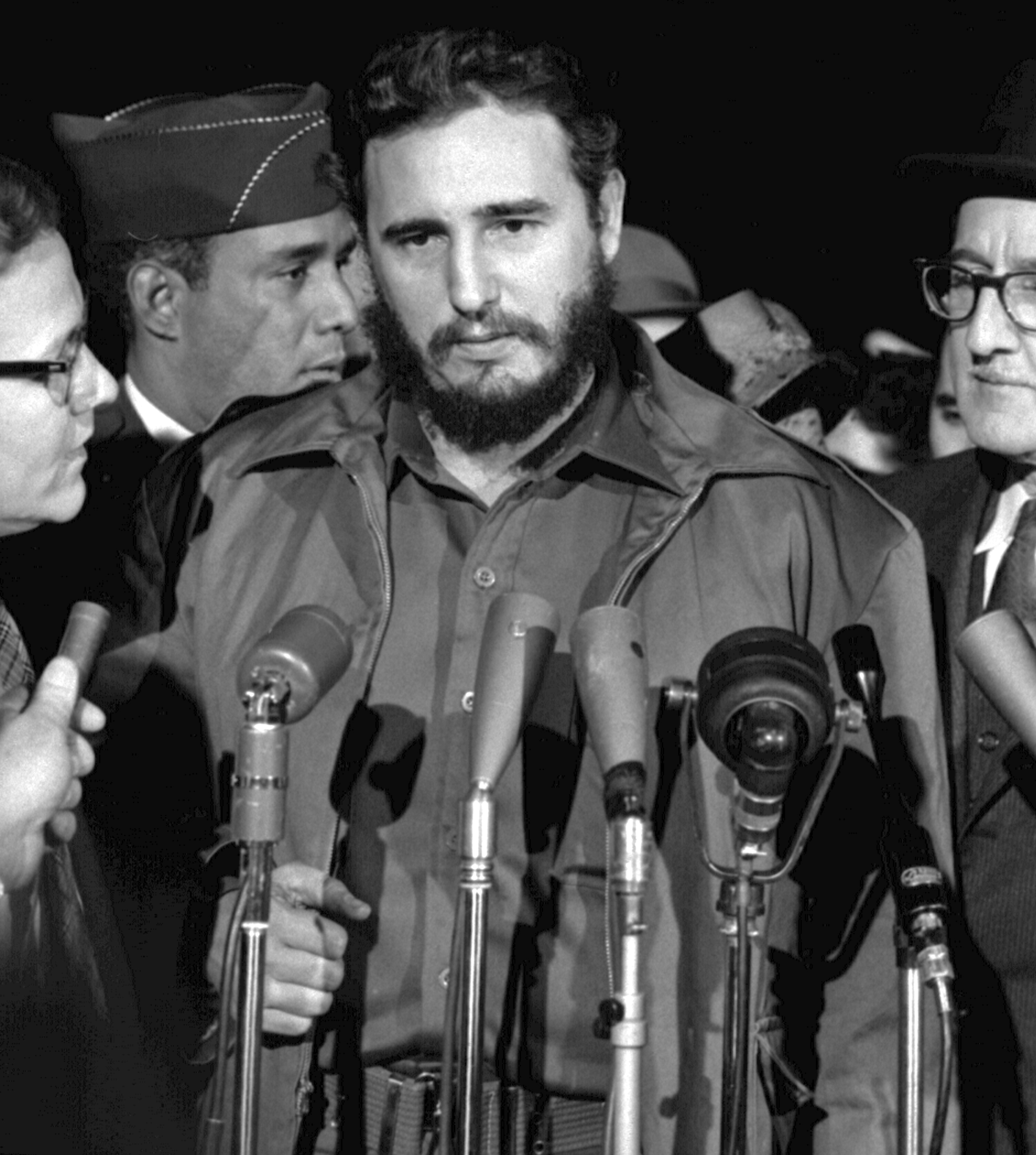
Castro ante la prensa.

La oratoria política de la Edad Contemporánea tuvo como ámbito natural las instituciones parlamentarias y las campañas electorales. Entre los primeros escenarios de ello estuvieron la Filadelfia del Congreso continental de 1774-1781, el París revolucionario de 1789-1799, o el Cádiz de las Cortes de 1810-1814. El impacto de los medios de comunicación de masas fue decisivo, primero con la difusión de los discursos políticos en prensa (que hacía prescindible la oralidad del discurso al tiempo que multiplicaba su impacto y lo extendía en el espacio, mucho más allá del auditorio restringido de un discurso real) y luego con la radiodifusión y la televisión (que la volvió a poner en valor, junto con la imagen en el caso de los medios audiovisuales).
La publicación de los manifiestos en prensa fue característica de la actividad política a partir del siglo XIX. Paulatinamente se fueron formando los géneros periodísticos del editorial (sin firma, que refleja la "línea editorial" del medio), el artículo firmado, la columna, el artículo de fondo, el artículo de opinión, etc. La prensa pasó a ser el vehículo idóneo para la comunicación de los intelectuales con la opinión pública, produciéndose momentos de especial intensidad política, como el Affaire Dreyfus en Francia (1894-1906), con el J'accuse...! de Emile Zola (13 de enero de 1898).
La consciente utilización de la propaganda política y la manipulación política a gran escala mediante estos medios fue un signo distintivo de los regímenes totalitarios, y explícitamente valorada por Joseph Goebbels en la Alemania nazi. Los espectaculares discursos de Hitler ante todo tipo de auditorios fueron ridiculizados por Charles Chaplin en El Gran Dictador. No fue menor su utilización en los regímenes democráticos contemporáneos (discursos radiados del presidente de Estados Unidos Franklin D. Roosevelt). La solemnidad de los discursos políticos en los regímenes estalinistas se convirtió en algo ritual, incluyendo las interrupciones programadas para que el auditorio, unánimemente, aplaudiera, y la extraordinaria duración de los aplausos. La longitud de los discursos de Fidel Castro y Hugo Chávez fueron proverbiales.
En la moderna sociedad de la comunicación las entrevistas y conferencias de prensa, y más recientemente las redes sociales (que imponen inmediatez y extrema brevedad a los mensajes), han pasado a ser los vehículos más utilizados para hacer llegar al público la información que desean ofrecer los políticos.

Ciudadanos: la Patria está en peligro. Que aquellos que van a tener el honor de ser los primeros en luchar por lo que más quieren, recuerden siempre que son franceses y libres. Que sus con ciudadanos velen en sus casas por la seguridad de la personas y de los bienes, que los responsables públicos se mantengan alerta. Que todos, con un valor sosegado, atributo de la verdadera fuerza, esperen el aviso de la ley, y la patria se salvará.
La patrie en danger, declaración de la Asamblea Nacional Francesa, 11 de enero de 1792.

- Discurso de Angostura (Simón Bolívar, 13 de marzo de 1819)[20]
- Discurso del Teatro de Oriente (Emilio Castelar, 25 de septiembre de 1854)[21]

Hace ochenta y siete años, nuestros padres hicieron nacer en este continente una nueva nación concebida en la libertad y consagrada en el principio de que todas las personas son creadas iguales.
Ahora estamos empeñados en una gran guerra civil que pone a prueba si esta nación, o cualquier nación así concebida y así consagrada, puede perdurar en el tiempo. ... resolvamos aquí firmemente que estos muertos no habrán dado su vida en vano. Que esta nación, Dios mediante, tendrá un nuevo nacimiento de libertad. Y que el gobierno del pueblo, por el pueblo y para el pueblo no desaparecerá de la Tierra.
Abraham Lincoln, Discurso de Gettysburg, 19 de noviembre de 1863.

... estoy seguro de que cuando os dicen dulces discursos, y los llenan de promesas, ellos os están engañando y con vosotros a todo el pueblo ruso. El pueblo necesita pan y tierra. Y ellos dan guerra, hambre, falta de comida, y las tierras se quedan para los terratenientes. Marineros, camaradas, tenéis que luchar por la revolución. ¡Luchemos hasta el final!
Lenin, San Petersburgo, 15 de abril de 1917.

Lenin se dirige a las masas durante la Revolución bolchevique.

... mientras lo consideramos necesario, seguiremos golpeando con mayor o menor intensidad los cráneos de nuestros enemigos, es decir, hasta que la verdad haya penetrado en ellos. Somos un movimiento y no un partido, no un museo de dogmas y principios inmortales. ... El programa de la política exterior del fascismo comprende una sola palabra: expansionismo. Estamos hartos de una política de zapatillas. Allá donde concierna a los intereses de la Humanidad tiene que estar Italia presente.
Benito Mussolini, 3 de mayo de 1921.

- Paz, piedad y perdón (Manuel Azaña, 18 de julio de 1938), que cierra la llamada "Edad de Plata" española[24]
- Sangre, sudor y lágrimas (Winston Churchill, 13 de mayo de 1940)
- Ich bin ein Berliner (John Kennedy, 26 de junio de 1963)[25]
- I have a dream (Martin Luther King, 28 de agosto de 1963)
- Yes we can (Barack Obama, 8 de enero de 2008)[26]